# Rondeslottet
Rondslottet är en bergstopp i bergsmassivet Rondane i Norge. Det är den högsta toppen i massivet med en höjd på 2 178 meter över havet. Toppunkten ligger på gränsen mellan Dovre kommun och Folldals kommun i Innlandet fylke.